# تالکوت پارسونز
تالکوت پارسونز (به انگلیسی: Talcott Parsons)؛ (۱۳ دسامبر ۱۹۰۲–۸ مه ۱۹۷۹)، جامعه‌شناس آمریکایی که از ۱۹۲۷ تا ۱۹۷۳ در دانشگاه هاروارد شاغل بود.
پارسونز یک نظریه عمومی به‌نام «نظریه کنش (جامعه‌شناسی)» را برای بررسی جامعه توسعه داد که برمبنای روش‌شناختی اختیارگرایی و مبنای معرفت‌شناختی واقع‌گرایی ِ تحلیلی استوار است. این نظریه، تلاش می‌کند بین دو سنت عمده روش‌شناختی تعادل ایجاد کند: فایده-تجربه‌گرایی، و تأویل- ایده‌آل‌گرایی. برای پارسونز، اختیارگرایی میان این دو روش عمده راه سومی پدیدمی‌آورد. بیش از یک نظریهٔ اجتماعی، پارسونز یک نظریه در مورد تحول جامعه، و یک تفسیر عینی از جهات و رانه‌های تاریخ جهان ارائه کرده‌است.
پارسونز یکی از برجسته‌ترین نظریه‌های جامعه شناختی یعنی نظریه کارکردگرایی ساختاری، را پدیدآورد.

## مفاهیم
پارسونز در پی آن بود که یک نظریه کامل در مورد جامعه پدیدآورد؛ نظریه ای که تمام رفتار‌های اجتماعی را در تمام مکان‌ها و در کل تاریخ با مدلی واحد یعنی کارکردگرایی ساختاری، تبیبن کند. برخی از مهم‌ترین مفاهیم وی:
کارکردگرایی که زمانی برجسته‌ترین نظریه جامعه‌شناسی بود، جامعه را داری اجزایی می‌داند که در ارتباط متقابل با یکدیگر هستند و در کار کرد کل جامعه سهیم اند. در دانشگاه، کارکنان و ساختمان‌های هر یک وظایف گونا گونی دارند. در تمام سیستم افراد گوناگون بسیاری با کارکرد‌های مشخص در کارکرد کلی این سیستم سهیم اند. کارکرد گرایی را باید
از نظریه‌های کلان جامعه‌شناسی دانست، چرا که به الگوی اجتماعی گسترده و سیستم‌های اجتماعی می‌پردازد.
نظام اجتماعی پارسونز در نظام اجتماعی کوشید با یکی کردن نقش ساختار و فرایند سیستم اجتماعی درمورد کنش گران، نظریه کنش اجتماعی خود را با صراحت بیش‌تری بیان کند. از نظر وی سیستم اجتماعی عبارت است از «نوعی واحد پیچیده که محدوده‌هایش مشخص شده و اجزای آن با یکدیگر در ارتباط اند و در آن اتفاقی می‌افتد.»
سطوح نظام پارسونز استلال کرده‌است که مانع از کنش کنشگران شوند. این سیستم‌ها باید برای یکپارچه کردن و تهییج تفاوت‌های فرهنگی کنش گران در نوعی خاص از یک نظام منظم راهی بیابند. او چهار سطوح سیستمی اجتماعی، فرهنگی، شخصیتی و رفتاری را مشخص کرده.
پارسونز کار امیل دورکیم و ویلفردو پارتو را تجزیه و تحلیل، و نوشته‌های آنان را از طریق انداوم‌واره (پارادیم) کنشِ اختیارگرا ارزیابی کرده‌است. او هم‌چنین، پیشتاز معرفی و تفسیر آثار ماکس وبر به مخاطبان آمریکایی بود. او اگرچه عموماً به‌عنوان پژوهش‌گری ساختار-کارکردگرا در نظر گرفته‌می‌شود، در مقاله‌ای در اواخر عمر خود، نوشته‌است که مفاهیم کارکردگرا، یا ساختار-کارکردگرا، راه‌های نامناسبی برای معرفی ساختار نظریهٔ او هستند. برای پارسونز، ساختار-کارکردگرایی یک مرحله در گسترش روش‌شناختی علوم اجتماعی بود، و کارکردگرایی هم یک روش جهان‌شمول، نه واژه‌ای برای نام‌گذاری یک مکتبِ به‌خصوص.

## همچنین ببینید
- ساختار کنش اجتماعی (کتاب)
- ساختارگرایی کارکردی
- نظریه کنش (جامعه‌شناسی)